# Пивоварова, Наталья Сергеевна
Ната́лья Серге́евна Пивова́рова (род. 7 февраля 1953 года, Москва) — российский театровед и театральный педагог, театральный критик, кандидат искусствоведения. Профессор кафедры истории театра ИФИ в РГГУ, декан театроведческого факультета ГИТИС (2010—2017), член Ассоциации театральных критиков, куратор музейных проектов.

## Биография
В 1979 году окончила театроведческий факультет Российского института театрального искусства — ГИТИС (курс Павла Александровича Маркова и Бориса Николаевича Любимова), затем там же окончила аспирантуру.
С 1980 года работала в семинаре по театральной критике под руководством П. А. Маркова и Б. Н. Любимова.
С 1982 года — педагог кафедры театроведения и театральной критики в ГИТИСе, а затем кафедры истории театра России.
В 1984 году получила ученую степень кандидата искусствоведения, защитив диссертацию на тему «Ап. Григорьев — театральный критик» (научный рук. Б. Н. Асеев).
В 1990—1991 годах преподавала историю театра России в Школе-студии МХАТ.
С 1996 года и до настоящего времени — профессор кафедры Истории театра Института филологии и истории РГГУ.
В 1999—2007 годах читала лекции по истории театра «От истоков до конца XX века» в ИСИ.
Работала профессором кафедры истории театра России ГИТИС, художественным руководителем курса на театроведческом факультете.
С 2010 по 2017 год — декан театроведческого факультета ГИТИС.
3 марта 2022 года уволена за антивоенные выступления с поста заведующей дома-музея Щепкина, которым руководила с мая 2017 года. Официальная причина увольнения озвучена не была. Н.С.Пивоварова вместе со своими коллегами превратила Дом Щепкина в современный музей. За пять лет здесь было организовано множество мультимедийных выставочных и социально-городских проектов, встреч с крупнейшими деятелями искусства и науки, с писателями, критиками, экономистами, продюсерами, поэтами и, конечно, с актерами и режиссерами, поставлены уникальные спектакли, здесь запускались разнообразные стартапы, а открытие первого музейного коворкинга  превратило Дом Щепкина в гостеприимное пространство для работы, отдыха и просвещения.
24 августа 2022 года в связи с антивоенными выступлениями против войны России в Украине уволена из ГИТИС (не возобновили контракт).

### Преподавательская деятельность
В качестве профессора театроведческого факультета ГИТИС вела семинары по театральной критике, истории театра России, а также преддипломный семинар.
Читает курсы лекций: по истории и теории театральной критики XVIII—XIX вв.; по истории русского театра (в основном у театроведов, но иногда и на других факультетах); курс «Введение в театроведение».
В середине 1980-х годов Пивоварова читала курс «Теория драмы»; вела семинар «Анализ пьесы и спектакля» на продюсерском факультете; с момента открытия (в 1992 году) факультета сценографии, несколько лет вела курс «Практикум по современному театру». Преподавала театроведческие дисциплины в магистратуре ГИТИС.
С конца 1970-х годов сотрудничает с ВТО, затем с СТД. В 2007 году — член жюри российской театральной премии «Золотая маска».
Помимо основной деятельности, Наталья Сергеевна: ежегодно курирует международную театроведческую конференцию «Volume»; организовывает встречи, обсуждения, круглые столы, посвящённые театральному искусству; является постоянным членом жюри конкурса «Студенческая весна» в ГИТИСе; согласовывает практику студентов театроведческого факультета на фестивалях «Территория», «NET», «Золотая маска». Является членом Ассоциации театральных критиков.

#### Книги
- История русского драматического театра от его истоков до конца XX века: учебник / отв. ред. Н. С. Пивоварова. — М.: ГИТИС, 2005. — ISBN 5-7196-0246-1.
- Друг несчастных, или Пробуждение сердца: драматургия русского сентиментализма / сост., вступ. ст. и примеч. Н. С. Пивоваровой. — М.: ГИТИС, 2005. — ISBN 5-7196-0247-X
- История русского драматического театра от его истоков до конца XX века: хрестоматия / отв. ред. Н. С. Пивоварова. — М.: ГИТИС, 2013. — ISBN 978-5-91328-100-5.
- П. А. Марков, Статьи о театре XX века: избранное (в 2 т.); т.1 / сост.: Б. Н. Любимов и др. / ст. от составителей Н. С. Пивоваровой, Н. А. Шалимовой. — М.: ГИТИС, 2013. — ISBN 978-5-91328-086-2.
- Театральные и литературные знаменитости. Из истории русского театра второй четверти XIX века. Учебное пособие / Н. С. Пивоварова. — М.: ГИТИС, 2016. — ISBN 978-5-91328-229-3.
- Драма русского консерватизма: Учебное пособие/ Н+С+Пивоварова — М.: Издательство ГИТИС, 2020. — ISBN 978-5-91328-305-4

#### Статьи
- Преобразовать театр в своем отечестве. // Современная драматургия, № 2. — М.: 1983.
- Теория актёрского искусства в эстетике А. А. Григорьева. // Театральная критика: история и теория: Сб. статей. — М.: 1989.
- Литературные герои драматургии Лермонтова, Тургенева, Сухово-Кобылина // Энциклопедия литературных героев / сост. и науч. ред. С. В. Стахорский. — М.: Аграф, 1997. — ISBN 5-7784-0013-6.
- Пьеса М. М. Хераскова «Гонимые». К проблеме смены театральных стилей // Театральные течения: Сб. статей. — М.: 1998. — ISBN 5-7196-0297-6.
- Театральная память эпохи // Русский театр, 1824—1941: иллюстрированная хроника российской театральной жизни; 2-е изд./ сост. Л. Гузовская. — М.: Интеррос, 2006. — ISBN 5-91105-008-0.
- Сумерки, или Мерзлая земля (Господа Головлевы в Художественном театре) // Экран и сцена. — М.: 2005.
- Не календарный, настоящий двадцатый век // Театр, № 1. — М.: 2006.
- Пространство национальной сцены (к 250-летию Российского государственного театра) // Наше наследие, № 79-80. — М.: 2006.
- Мария Кнебель: жизнь без догмы. Сила благородного академизма (к 110-летию М. О. Кнебель). // НГ. — М.: 2008.
- Факультет необходимых вещей. Вспоминая П.А. Маркова. // П.А. Марков. Статьи о театре XX века. В 2 т. Т. 2.  М., 2013.